# Pomacentrus reidi
Pomacentrus reidi là một loài cá biển thuộc chi Pomacentrus trong họ Cá thia. Loài này được mô tả lần đầu tiên vào năm 1928.

## Từ nguyên
Từ định danh được đặt theo tên của Earl D. Reid (1885 – 1960), Phụ tá Khoa học Cấp cao trong lĩnh vực ngư học tại Bảo tàng Lịch sử Tự nhiên Quốc gia Hoa Kỳ.

## Phạm vi phân bố và môi trường sống
P. reidi có phạm vi phân bố vùng biển các nước Đông Nam Á, mở rộng về phía đông đến Palau và các thuộc Melanesia, xa về phía nam đến các rạn san hô ngoài khơi Tây Úc cùng rạn san hô Great Barrier ở bờ đông. Tại Việt Nam, loài này được ghi nhận ở Côn Đảo và quần đảo Trường Sa.
P. reidi sống tập trung gần những rạn san hô viền bờ và trong các đầm phá sâu ở độ sâu khoảng 3–70 m.

## Mô tả
Chiều dài lớn nhất được ghi nhận ở P. reidi là 12 cm. Cơ thể có màu xám nhạt với các vệt đốm màu xanh lam trên đầu. Vảy cá có các vạch xanh tương tự. Mống mắt có vòng màu xanh thẫm.
Số gai ở vây lưng: 14; Số tia vây ở vây lưng: 13–15; Số gai ở vây hậu môn: 2; Số tia vây ở vây hậu môn: 15–16; Số tia vây ở vây ngực: 17–18; Số gai ở vây bụng: 1; Số tia vây ở vây bụng: 5; Số lược mang: 19–21; Số vảy đường bên: 16–17.

## Sinh thái học
Thức ăn của P. reidi bao gồm tảo và các loài động vật phù du. Cá đực có tập tính bảo vệ và chăm sóc trứng.